# Histoire militaire de l'Égypte antique

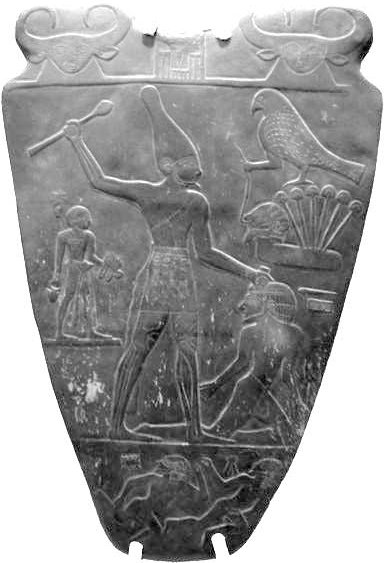
Palette de Narmer représentant le roi terrassant son ennemi devant Horus

L'Égypte antique a très tôt développé une armée au service de Pharaon et de la protection des Deux Terres. Cette armée a laissé de nombreuses traces d'une activité militaire à travers tout le pays démontrant que les Égyptiens bien que souvent représentés comme un peuple pacifique n'avaient pas ménagé leurs moyens pour développer une puissante force de frappe qui finira par former d'ailleurs une véritable caste sociale au sein d'une société très hiérarchisée.

## Organisation

### Une armée de métier et de conscrits

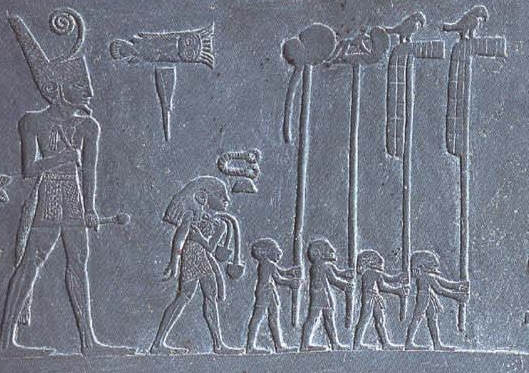
Le roi Narmer victorieux - Palette de Narmer, Musée égyptien du Caire

C'est avant tout l'administration royale qui implique une organisation rigoureuse afin de garantir la stabilité du gouvernement du royaume.
L'unification du pays est faite de conquêtes représentées de façon symbolique sur les objets royaux ou religieux comme les palettes à fards. Ces objets souvent sculptés dans des blocs de schiste sont parvenus en assez bon état pour nous décrire des scènes de batailles sanglantes, des conquêtes de cités par un pharaon représenté sous la forme d'un taureau ou encore assistant en majesté au défilé des captifs, suivi de ses serviteurs et précédé par les porte-enseignes des principales divinités des cités qui fournissaient les soldats à l'armée du roi.
Ces représentations officielles se retrouveront tout au long de l'histoire de l'Égypte antique, signe que l'État pharaonique est également un État militaire dont le premier général est le roi lui-même.

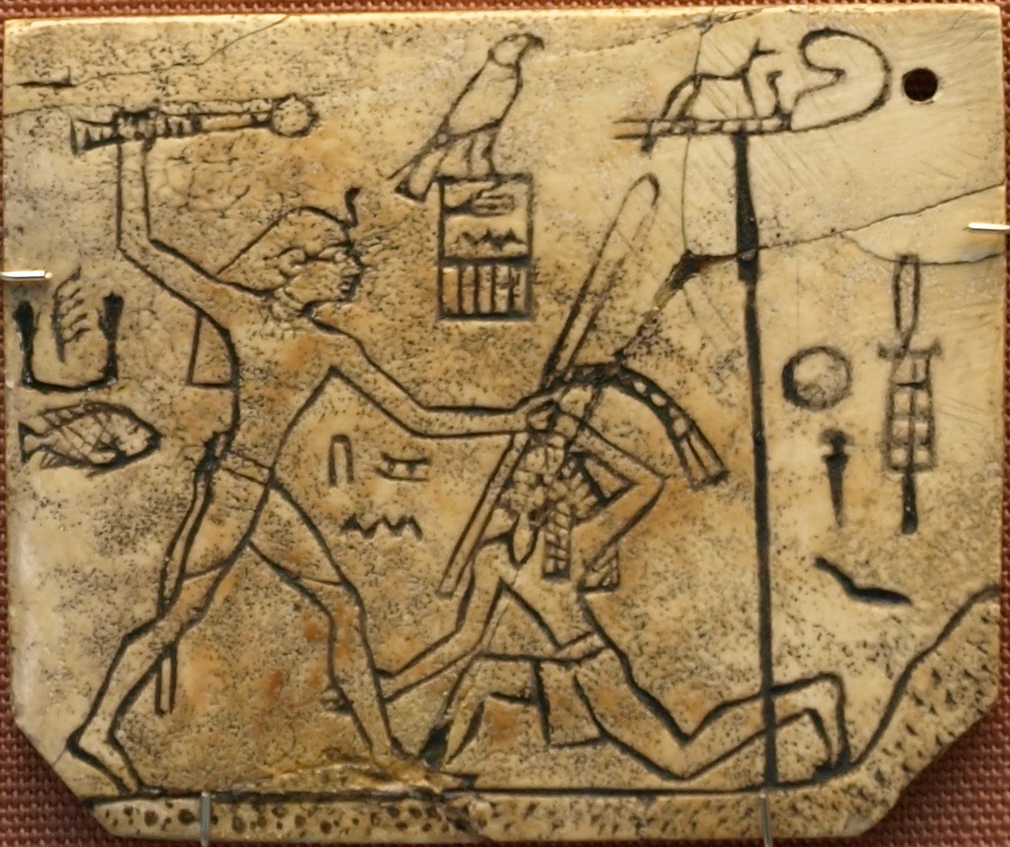
Étiquette de jarre au nom de Den, - British Museum

En tant que garant de l'équilibre du monde dont il a hérité des dieux, pharaon se doit de maintenir éloigné tout risque d'invasion du pays ou tout risque de déstabilisation de ses propres intérêts, au point de provoquer des expéditions autant punitives que préventives. Pour parvenir à ce stade de puissance, l'État avait donc besoin d'une armée efficace et entraînée.
Des tribus coalisées qui formaient les premiers royaumes unifiés sous la bannière d'un seul souverain naît alors une armée de métier qui agit de manière permanente sur ordre du palais.
Avec la politique de conquêtes des pharaons du Moyen et du Nouvel Empire l'armée évolue et la conscription est alors introduite permettant de mobiliser rapidement les troupes nombreuses et nécessaires à l'effort de guerre.
Elles formaient alors un maillon essentiel à l'économie royale. Ces soldats vivaient de salaires en nature versés par le Trésor et étaient cantonnés dans de véritables casernes implantées sur tous les territoires contrôlés au cours de l'histoire du pays.

### Un réseau de forts, forteresses, garnisons et écuries

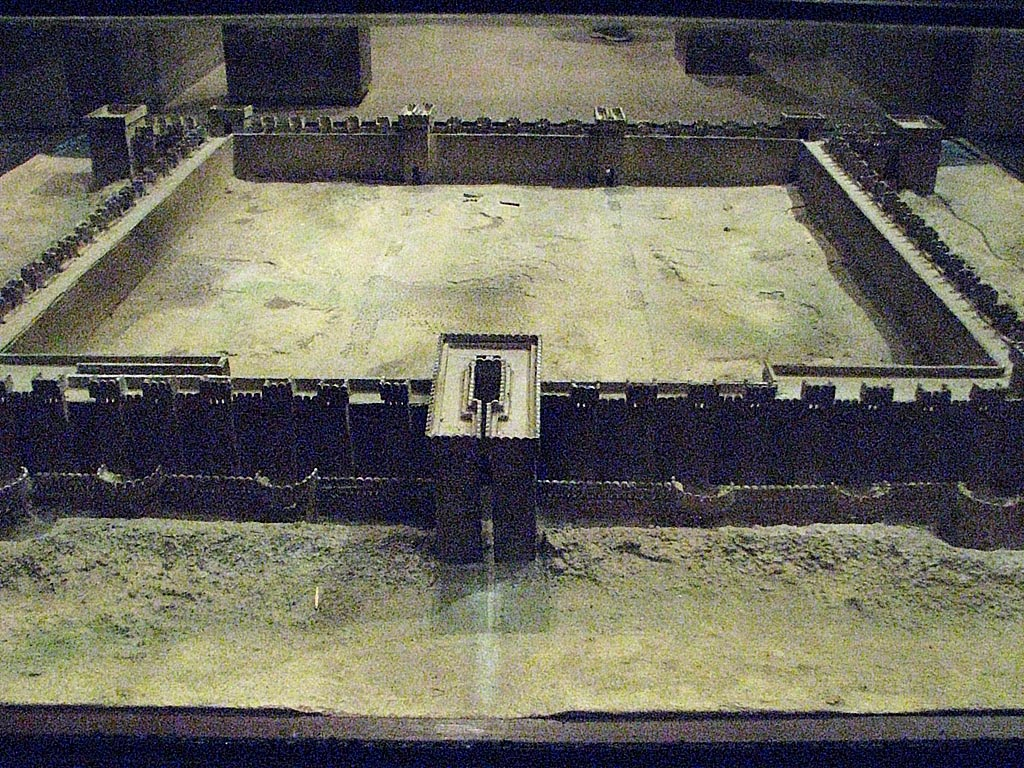
Maquette du premier fort de la citadelle de Bouhen - Musée des antiquités de Nubie à Assouan

Tout le long du cours du Nil, partout où l'état pharaonique s'installa, de nombreux bâtiments officiels ont été édifiés le plus souvent abrités dans de grandes enceintes permettant d'en assurer la protection contre les pillards nomades ou les risques permanents d'invasions en provenance du sud, de l'ouest ou de l'est.
L'Égypte représentait alors une oasis de prospérité et de stabilité lorsque l'administration servait efficacement la centralisation du pouvoir autour du palais royal. Ses temples regorgeaient de richesses et ses villes étaient déjà de gros centres urbains reliés entre eux par autant d'intérêts économiques que de canaux qui assuraient ainsi des voies de circulation rapide et naturelles. Dès l'époque thinite on trouve des vestiges de l'installation militaire à proximité des édifices officiels du pouvoir.
Le palais lui-même prenait la forme d'une puissante enceinte formée de bastions et de redans assurant une protection efficace aux mystères qui y régnaient, défendu par une véritable armada de fonctionnaires dont bon nombre de militaires de haut rang.
Les frontières sont peu à peu fortifiées à partir de l'Ancien Empire. Ce sont de véritables lignes de fortifications qui se développent alors et qui protègent la vallée de toute menace extérieure. Chaque fort ou château disposait de son lieu de culte, d'habitat pour ses officiers et son personnel, d'un point d'eau et d'un port lorsqu'il était bâti le long du Nil où sur l'un des nombreux bras de son delta.
Ces installations militaires placées aux points stratégiques du pays étaient ainsi reliées entre elles soit par voie fluviale soit par des pistes empruntées par l'infanterie puis la cavalerie qui se développera de manière spectaculaire en Égypte à la suite de la prise du pouvoir par les Hyksôs.

### La cavalerie et la charrerie égyptienne

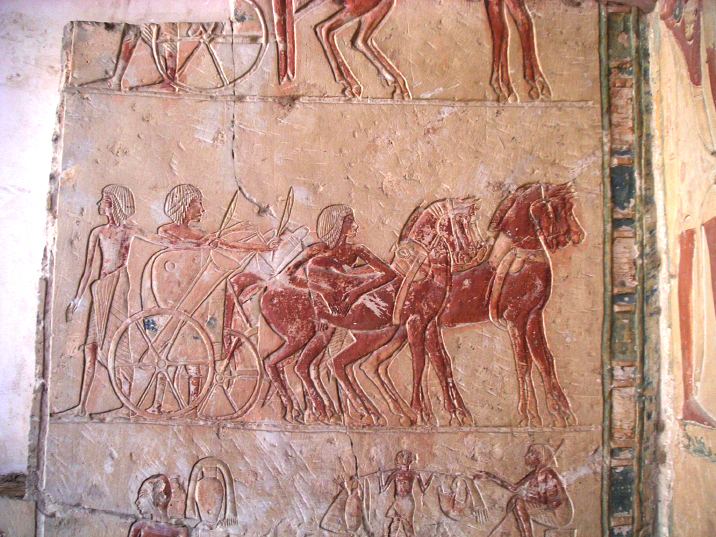
Chars de guerre d'Horemheb - Saqqarah

Au Nouvel Empire, à la suite de l'introduction du cheval et de l'invention du char de guerre, grâce à l'élevage d'écuries et à une organisation militaire éprouvée, l'Égypte se dote d'une puissante arme défensive et offensive avec la création d'une véritable charrerie.
Elle formera le fer de lance de la puissance militaire égyptienne au cours de toute cette période faste pour le pays souvent considérée comme l'un des apogées de la civilisation égyptienne antique.
Elle soutiendra efficacement la politique de conquête de vastes zones hors des frontières naturelles du pays, engagée par les souverains de la XVIIIe dynastie et poursuivie par les ramessides. À l'époque de Ramsès II on compte près de cinquante-cinq écuries disséminées sur le territoire contrôlé par l'armée.
Le haras royal pouvait lui-même abriter des centaines de chevaux ainsi que tout le personnel nécessaire à l'entretien, tels que les palefreniers, les auriges ainsi que les soldats expérimentés dans le combat et le tir, le plus souvent des archers.
Une partie des écuries de Pi-Ramsès la capitale du grand roi a été identifiée et fouillée à Qantir, site localisé à une centaine de kilomètres au nord-est du Caire, actuellement fouillé par la mission allemande du Pelizaeus Museum de Hildesheim. Manfred Bietak qui dirige la mission a ainsi mis au jour immédiatement  au sud de l'emplacement du palais royal un établissement qui s'étendait sur près de 15 000 m2 et qui comportait des stalles alignées sur des rues bordées de portiques à colonnes de bois dont seules les bases en calcaire subsistent encore par endroits.
Il s'agit là d'un témoignage précieux pour comprendre comment l'armée égyptienne était organisée à cette époque.

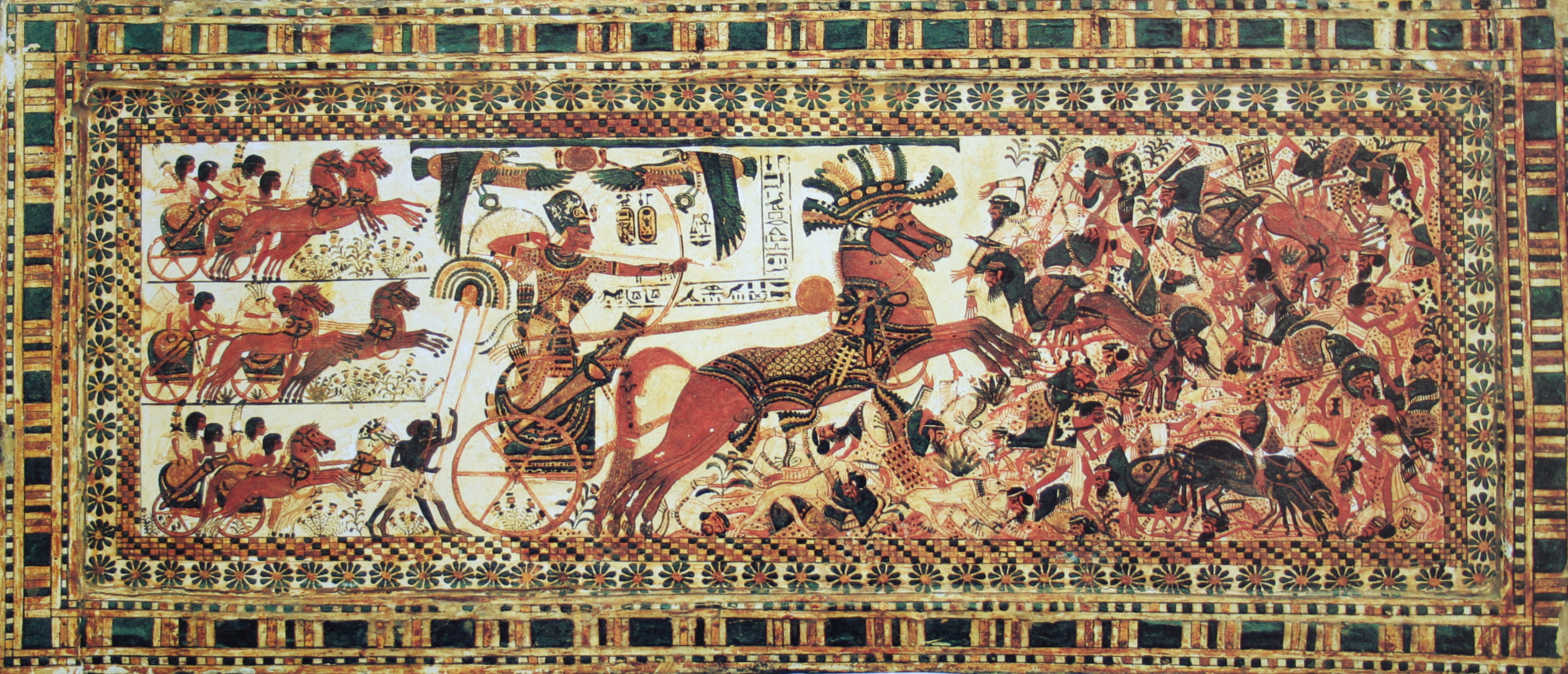
Toutânkhamon et son armée terrassant l'ennemi - Musée égyptien du Caire

L'importance de la cavalerie resta dans la tradition militaire égyptienne. De nombreuses représentations de scènes de batailles impliquant la cavalerie égyptienne contre les troupes des grands ennemis du pays couvrent les murs des temples du Ramesséum ou de Médinet Habou qui sont des fondations royales tout comme sur les parois des grands édifices religieux tels les temples d'Amon de Louxor ou d'Amon-Rê de Karnak.
À la Basse époque cette importance est révélée par la grande stèle de la victoire de Piânkhy, souverain de Napata qui conquiert une première fois le pays en proie à l'anarchie héritée de la Troisième Période intermédiaire. Le roi vainqueur reçoit l'hommage des princes du delta du Nil ses opposants réduits à l'impuissance. Certains offrent au roi leurs meilleurs chevaux issus de leurs propres écuries princières. Ces chevaux qui sont représentés sur la stèle témoignent de la réputation de l'élevage égyptien et étaient alors des cadeaux de grand prix faisant la fierté du pharaon nubien.
Hérodote avec après lui Diodore de Sicile rapportent les légendes qui avaient cours dans le monde grec et romain à propos de l'antique puissance de l'Égypte. Mélange de faits historiques, de folklore local, de fables religieuses ou de mythologie ces textes qui ont longtemps été les seuls témoignages accessibles concernant l'Égypte des pharaons ne manquent pas de citer la cavalerie et la charrerie de Sésostris, personnage emblématique du pharaon conquérant.

### La marine militaire égyptienne

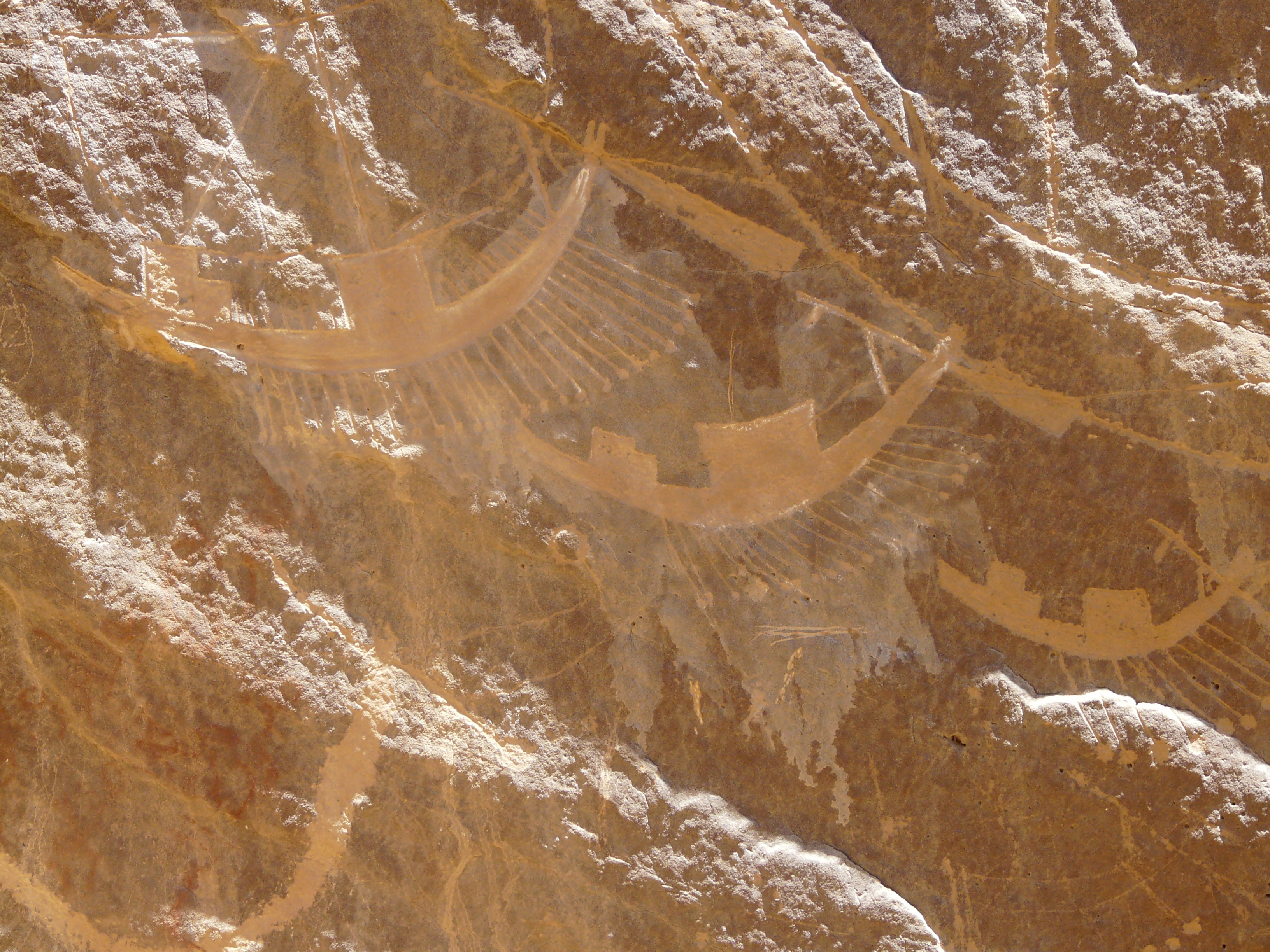
Pétroglyphes représentant une flotte égyptienne - Gebel Silsileh

L'Égypte est un pays centré sur l'eau. Le fleuve dieu, le Nil en premier lieu est l'artère de sa vie économique, sociale, religieuse et militaire.
Dès le début de son histoire, les populations locales ont dû développer une marine de pêche, puis marchande avec l'unification du pays sous l'Ancien Empire. Très tôt le pays entre en contact avec ses voisins plus ou moins immédiats et ces contacts n'ont pas toujours été pacifiques. 
Afin de protéger ses intérêts l'État a alors commandé la construction d'une flotte capable de faire se déplacer son armée en quelques jours d'un bout à l'autre du pays grâce au fleuve.
Cette réactivité représentait un atout majeur dans la puissance de l'outil militaire égyptien. Les textes officiels qui narrent les hauts faits des glorieux règnes des trois grandes périodes de l'histoire antique de l'Égypte permettent d'en suivre l'évolution et la constante présence dans les déplacements officiels.
Grâce aux reliefs des temples funéraires des pyramides royales nous connaissons des représentations des flottes de Khéops, d'Ouserkaf ou de Sahourê. Elles témoignent que déjà à l'Ancien Empire l'organisation de la marine égyptienne était au point.
C'est cette organisation rigoureuse qui permettra aux Sésostris et Amenemhat du Moyen Empire de contrôler les principales routes commerciales de toute la région, transformant l'Égypte en véritable carrefour incontournable des biens et marchandises. L'exigence de contrôle impliquait une protection efficace de la marine. 

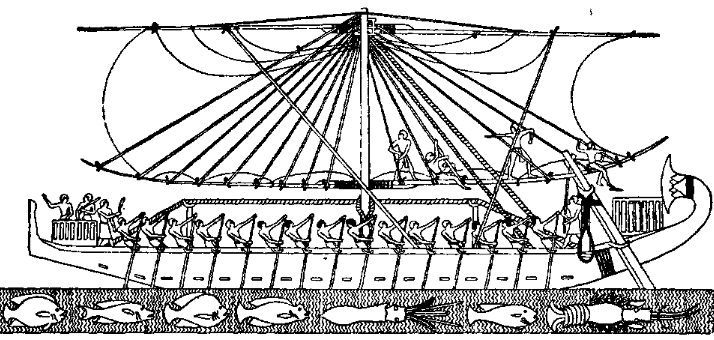
Navire de la flotte d'Hatchepsout représentée à Deir el-Bahari

Sous la XIIe dynastie, le port de Saww, point de départ vers ce pays, pourrait être situé au débouché du Wadi Gawasis, à Mersa Gawasis, selon les premiers résultats fructueux de la mission italo-américaine de Kathryn Bard et Rodolfo Fattovich. 
On y a trouvé des abris, de la poterie typique du Moyen Empire, des rames et des éléments de navire en bois de cèdre. Le site d'Ayn Sukhna, fouillé entre autres par Pierre Tallet dans le golfe de Suez, a aussi révélé des pièces de navires en bois et des ancres, dans une des galeries creusées dans la roche. L'ensemble de ces découvertes démontre que l'activité maritime de ce site est attestée dès la IVe dynastie, en direction du Sinaï et de ses nombreux gisements de turquoise et de cuivre et de la mer Rouge en direction du pays de Pount.
Sur la mer Méditerranée, le delta du Nil offrait une large côte dont les bras du fleuve représentaient autant de points d'entrée vers l'intérieur du pays. Les grandes cités de la région étaient alors les ports principaux et depuis lesquels l'armée égyptienne pouvait embarquer afin d'intervenir rapidement ou encore se rassembler afin d'embarquer en vue d'expéditions militaires ou commerciales.
Puis au Nouvel Empire les Thoutmôsis, les Amenhotep et les Ramsès développèrent cette marine tant et si bien qu'elle représentait l'appui essentiel des conquêtes de Canaan et du Liban, régions devenues de véritables protectorats égyptiens.

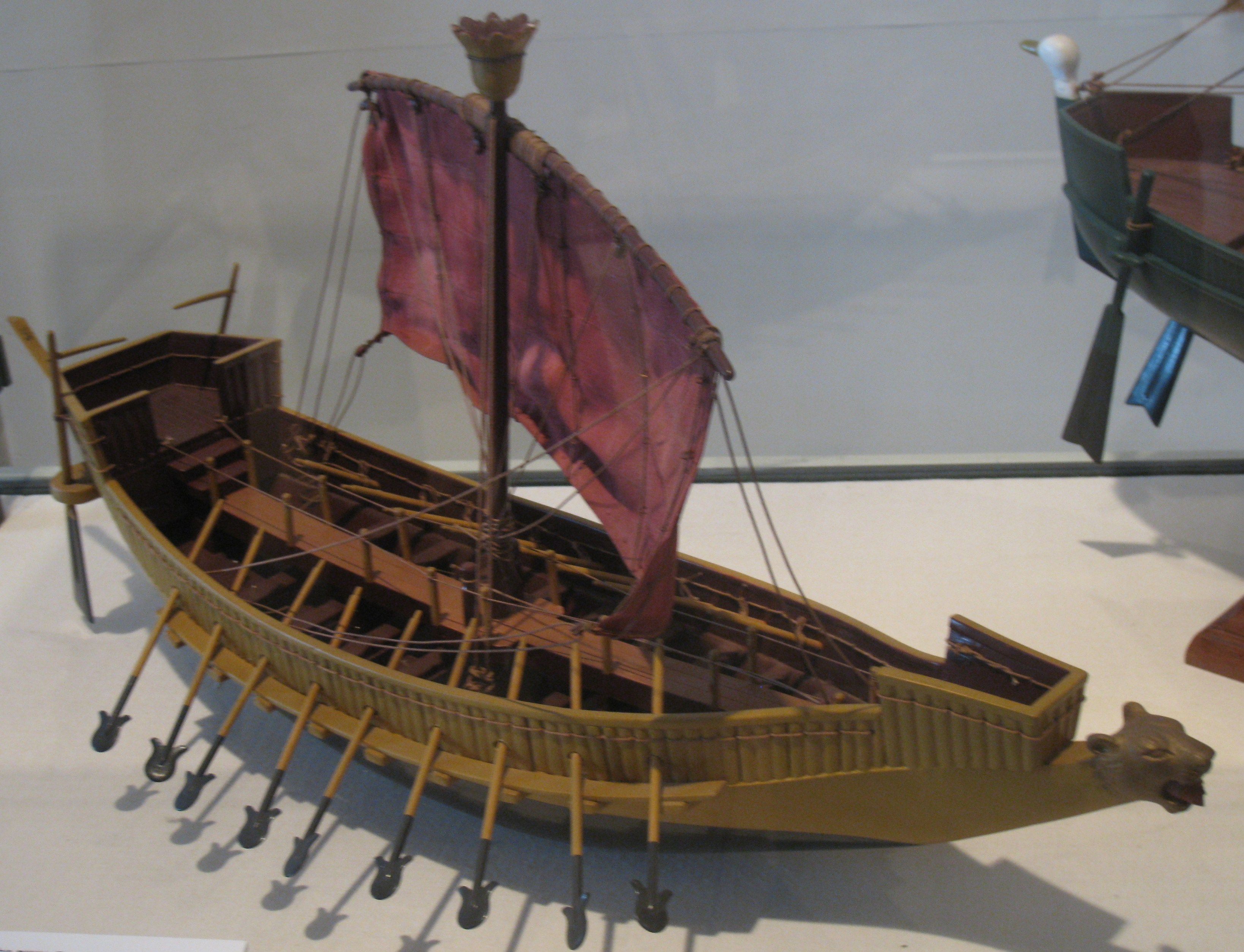
Maquette d'un navire de guerre de la flotte de Ramsès III - National Maritime Museum, Haïfa, Israël

La marine égyptienne est alors l'une des plus puissantes de son temps. Son entretien nécessitait l'établissement de ports et d'arsenaux permettant d'armer rapidement des navires restés à quai ou en cale sèche et dans certains cas acheminés par voie de terre jusqu'à un port de campagne. 
Les sources égyptiennes évoquent les ports et les arsenaux de Pérou-Néfer, ce qui peut être traduit littéralement par bon voyage, dont la localisation n'est pas encore attestée. Traditionnellement identifié au port de Memphis il a été récemment proposé par Manfred Bietak de le localiser sur l'antique site de Hout-Ouaret, l'Avaris des Hyksôs.
C'est en tout cas à proximité de ce dernier site que Thoutmôsis III crée une base avancée de son armée et organise le point de départ de ses campagnes de conquêtes du Moyen-Orient. Le roi y fonde d'ailleurs un palais abrité dans une puissante forteresse construite sur les ruines de l'ancienne cité. Ce palais-forteresse dominait la cité depuis une esplanade protégée par des fortifications développées, le tout surplombant un des bras du Nil qui alimente le port de guerre.
Imité en cela par Horemheb puis les premiers ramessides, le site deviendra la nouvelle capitale du royaume des Deux Terres sous le nom de Pi-Ramsès aâ-nakhtu, c'est-à-dire « la ville de Ramsès- grande-de-victoire ».
Consolidant ainsi sa position au cœur de son empire, Pharaon est alors capable de mobiliser toute l'énergie de ses troupes contre toute menace venant du sud, du nord, de l'est et de l'ouest.

## Histoire

### Les expéditions de l'Ancien Empire

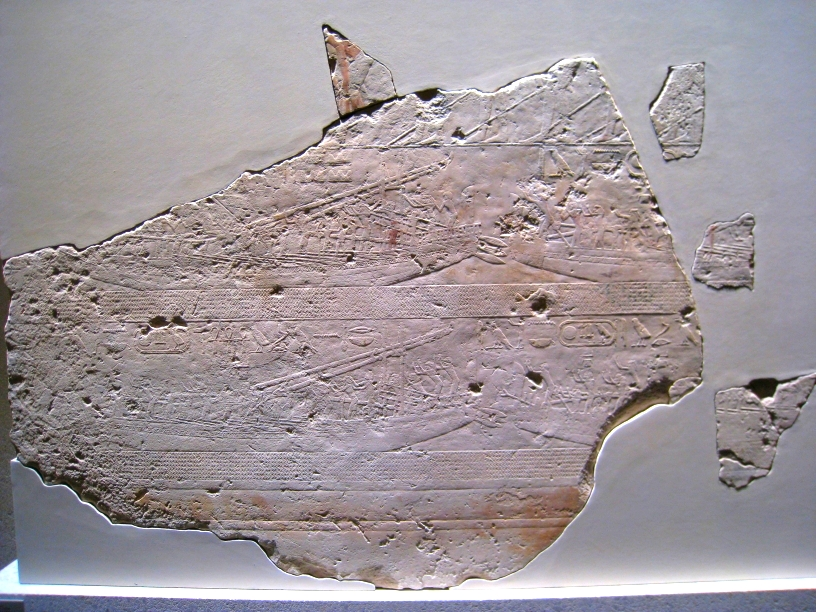
La flotte de Sahourê - Musée égyptien de Berlin

De la IIIe à la VIe dynastie le pays vit un véritable âge d'or. C'est de cette époque que datent les premières d'expéditions commerciales et d'exploitation des ressources naturelles des terres voisines de l'Égypte.
Le Sinaï, le Ouadi Hamamat ou encore le couloir nubien portent les traces de ces armées d'ouvriers et de marchands qui étaient alors envoyés parfois dans de lointaines contrées afin d'en rapporter par tout moyen les matériaux précieux nécessaires à l'économie du royaume.
Dans le Sinaï notamment les caravanes de carriers, d'artisans tailleurs de pierre, étaient accompagnées de troupes en armes et commandées par de hauts courtisans qui occupent d'importantes fonctions et dirigent l'armée. D'autres sont des ministres du gouvernement de Pharaon, tel le trésorier qui était chargé de superviser les grands chantiers du règne.
Ils laissent pour l'occasion de grandes inscriptions commémoratives souvent datées qui décrit précisément les objectifs de ces expéditions, parfois uniquement militaire. De nombreuses bandes de nomades sévissaient sur les routes et l'armée égyptienne agissait comme une sorte de police, frappant de manière décisive afin de garantir l'approvisionnement des camps de mineurs et comptoirs établis autant sur la côte de la mer Rouge qu'au-delà dans les montagnes.
De Snéfrou à Pépi II ces inscriptions, qui mettent systématiquement le roi victorieux en scène, sont souvent les principales sources datées permettant de reconstituer une partie de la longue chronologie des premières dynasties. Leur puissance permet aux Égyptiens d'étendre leur zone d'influence et déjà de commercer avec de lointaines contrées. Il s'agit principalement de commandes royales afin de mener à bien les grandes constructions du règne : palais, temples, tombes royales.
Ces bâtiments officiels nécessitaient de grands moyens afin d'être achevés durant un seul règne. Souvent ils devenaient des chantiers en héritage que le successeur se devait sinon d'achever au moins de poursuivre. Les expéditions étaient alors accompagnées par toute une escadre de vaisseaux chargés du transport des troupes et de la protection du convoi.
On trouve ainsi dans le temple funéraire de Sahourê des reliefs narrant le retour d'une de ces expéditions qui ramènent du cèdre et des animaux sauvages comme des ours en provenance des montagnes du Liban. D'autres scènes décrivent les arbres à encens du lointain pays de Pount attestant que des échanges existaient déjà entre les deux régions.
Le détail de ces reliefs démontre clairement l'organisation militaire de ces expéditions. Cette organisation est d'ailleurs méticuleusement enregistrée par les scribes royaux qui travaillent pour le compte des grands personnages mis à leur tête par le roi afin de mener à bien leurs missions.
On citera notamment le vizir et général en chef des armées Ouni qui exerça ses fonctions sous les règnes de Pépi Ier puis Mérenrê Ier. Il acquiert alors les plus hautes fonctions du gouvernement des Deux Terres. Il relate ses exploits dans une longue inscription autobiographique détaillant le nombre d'expéditions toutes couronnées de succès. Le conflit avec les cités de Palestine est particulièrement instructif en ce qui concerne la stratégie mise au point par le général.
L'armée fut divisée en deux et remonta parallèlement le couloir palestinien, une partie par voie de terre l'autre par la mer. Finalement les deux corps d'armée se rejoignent près d'Haïfa prenant en tenaille les troupes ennemies, leur infligeant une cuisante défaite. Malgré une certaine résistance les cités de la région tombent les unes après les autres après un siège systématique des principales citadelles et l'armée égyptienne retourne en Égypte victorieuse et chargée de butin. Non seulement Ouni nous apprend que l'Égypte possédait déjà une flotte puissante, capable de prendre la mer et de parcourir plusieurs centaines de kilomètres le tout de manière coordonnée avec les troupes restées à terre, mais en plus que cette armée était composée de nombreux contingents. Dirigés par de hauts personnages de la cour et de l'État sous sa tutelle directe, le vizir nous indique ainsi leurs noms et leurs titres. Parmi ces contingents on compte bon nombre de conscrits égyptiens et aussi d'étrangers enrôlés en Nubie par exemple.
Ouni est largement récompensé pour son action efficace au service de la couronne et recevra le privilège de se faire bâtir un grand mastaba près d'Abydos.
On citera également les textes d'Hirkhouf qui mena de nombreuses expéditions parfois périlleuses au cœur de l'Afrique cette fois pour le compte de ses souverains Mérenrê Ier puis Pépi II. Ses commandants et ses troupes devaient affronter des tribus hostiles qui parfois décimaient les caravanes malgré la présence de l'armée égyptienne. Ces rapports, véritables journaux de campagnes, sont gravés dans la tombe du dignitaire qu'il s'était fait aménager dans la nécropole des nomarques de la cité, la falaise de Qubbet el-Hawa qui domine l'antique cité frontalière d'Éléphantine.

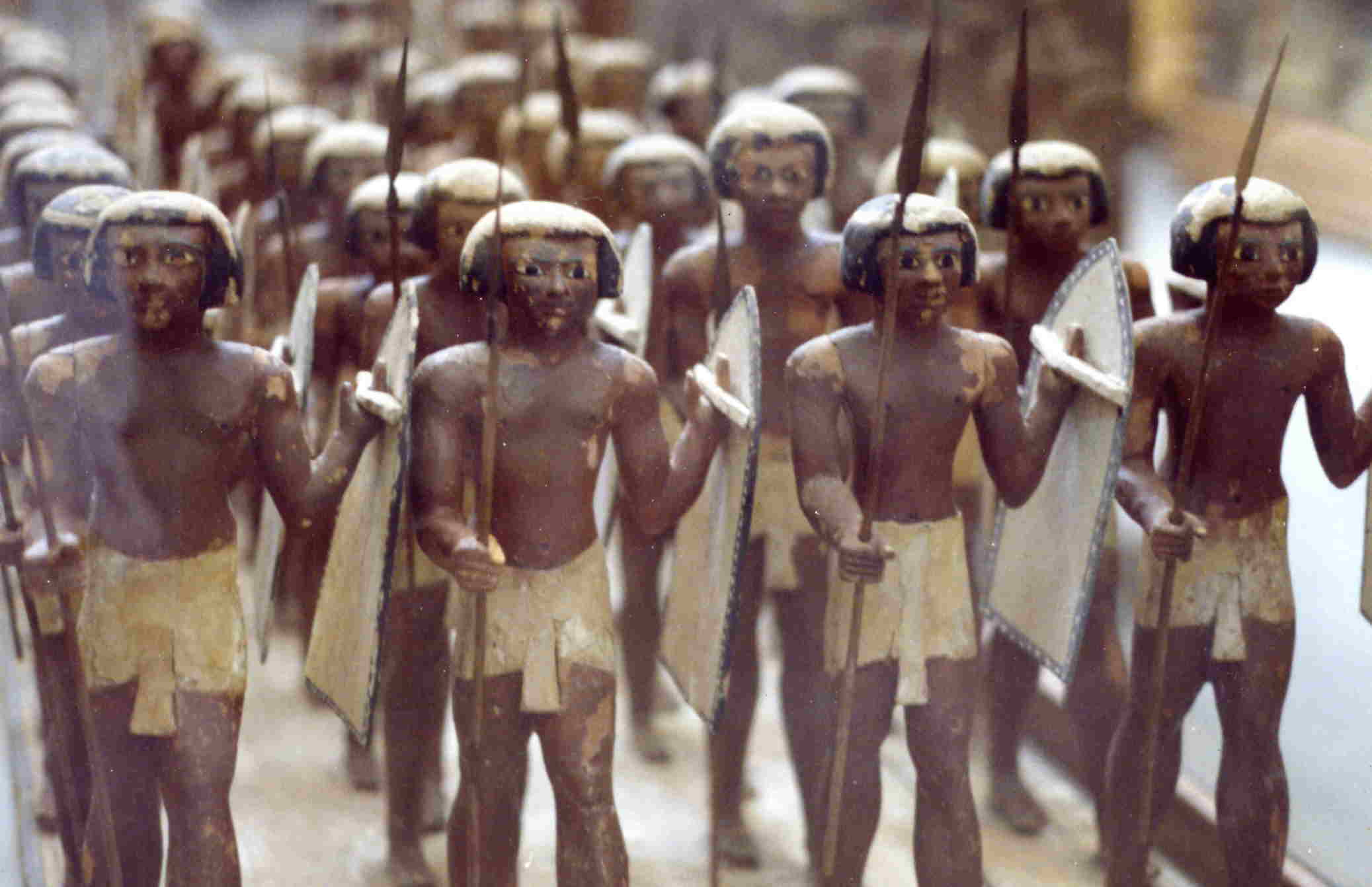
Modèle de la tombe de Mesehti : armée égyptienne de la - Musée égyptien du Caire

Grâce aux fouilles récentes dans les oasis occidentales, nous savons que les régions désertiques étaient déjà colonisées et à en croire la taille des établissements égyptiens nul doute que les étendues désertiques qui les séparaient étaient sous contrôle de l'armée des gouverneurs, nommés par Pharaon et le représentant officiellement auprès des populations locales et devant les colons égyptiens.
Les grandes cités autrefois sièges des nomes prennent alors de l'essor, et les nomarques prennent une certaine indépendance remplissant de fait les fonctions royales au niveau local. Des liens étroits, notamment familiaux reliaient déjà la couronne à certaines de ces villes comme celle d'Abydos dont les nomarques étaient devenus des parents de la dynastie royale à la suite du mariage des sœurs Ânkhésenpépi avec les pharaons Pépi Ier, Mérenrê Ier puis Pépi II.
Certaines familles se maintiennent sur de vastes zones formant des petits royaumes qui ne tardent pas à disputer le trône d'Horus et le contrôle du pays à la dynastie régnant à Memphis. Si les VIIe, VIIIe, IXe et Xe dynasties se partagent le nord du pays, dans le sud autour d'une famille thébaine se forme la XIe dynastie. De nombreuses escarmouches ont lieu aux frontières de ces royaumes éphémères qui entrent alors en guerre les uns contre les autres. Déjà lors de ce conflit, sorte de guerre civile, les différentes armées feront appel à des mercenaires pour renforcer leur puissance, enrôlant notamment des nubiens réputés pour leurs excellents archers.

### L'extension du Moyen Empire
À la suite de la Première Période intermédiaire qui marque la transition entre l'effondrement de la monarchie de Ancien Empire et la restauration du pouvoir à Thèbes au Moyen Empire, l'Égypte se lance dans une politique délibérée d'extension de son territoire. 
La restauration d'une puissante monarchie régnant efficacement sur l'Égypte permet à Pharaon de tourner son attention vers ses voisins immédiats. 
Les souverains de la XIIe dynastie développent les cités du delta du Nil et y fondent de nouveaux palais, signe de la vitalité d'une cour qui suivait son souverain accompagné bien sûr de ses troupes.
Se déplaçant ainsi de Bubastis à Thèbes en passant par Itch-Taouy la nouvelle résidence du Fayoum, le roi contrôlait la situation organisant expéditions en vue d'exploiter les ressources, de faire du commerce ou de déplacer les matériaux nécessaires à l'édification des monuments du règne. L'armée grâce à son nombre et à son organisation fournit un soutien efficace à la mise au point de la politique royale.
L'armée remplit alors à la fois un rôle militaire en temps de guerre et un rôle commercial en temps de paix. La politique égyptienne est résolument extensive, Pharaon cherchant à constituer autour du pays des zones sous contrôle, protégeant ainsi ses frontières de toutes menaces extérieures tout en s'assurant les voies commerciales vitales à l'économie du pays.
La Nubie est annexée au cours de plusieurs campagnes victorieuses, le Sinaï sous contrôle et des ports installés sur la mer Rouge. C'est ainsi que le port d'Ayn Soukhna installé sur le bord de la mer a été mis au jour à proximité d'antiques mines de malachite. C'était un point de passage pour les expéditions qui embarquaient alors vers le Sinaï ou revenaient de contrées plus lointaines. Certaines inscriptions font état de troupes de trois à quatre mille hommes, chiffre considérable mais qui n'est pas le maximum de ce que l'armée égyptienne pouvait déployer.
Les inscriptions retrouvées à Sarabit al-Khadim, au Ouadi el-Houdi, au Ouadi Hammamat, aux carrières d'Hatnoub, au Gébel el-Zeit, ainsi qu'en Nubie, témoignent de l'organisation rigoureuse de ces expéditions dont le but est de s'assurer le contrôle des richesses des territoires convoités. Améthyste, or, turquoise, albâtre, granite, quartzite, autant de matériaux précieux pour la monarchie égyptienne ramenés à la cour par de véritables troupes réunissant jusqu'à 19 000 hommes.
C'est notamment le cas de l'inscription rupestre datée de l'an 38 de Sésostris Ier (XIIe dynastie), découverte lors des relevés conduits en 1947 par Georges Goyon au Ouadi Hammamat. Elle évoque les titres du chef d'expédition et ses mérites, les officiers qui l'accompagnent, le nombre d'ouvriers, le nombre de corvéables nécessaires au transport des pierres, corvéables issus de l'armée, le résultat de la mission et sa durée, ainsi que les différentes rations distribuées et leur provenance.
Les oasis du désert occidental sont également occupées et des gouverneurs nommés afin d'en gérer les ressources.
C'est à partir de cette époque que se développe véritablement l'architecture militaire égyptienne. De vastes forteresses capables d'abriter une forte communauté de soldats sont bâties aux frontières orientales et méridionales du royaume. Certains souverains de la dynastie y siégeront à la tête de leur armée laissant au temple de ces citadelles des stèles commémoratives de leur passage et évidemment de leur victoire contre les neuf arcs.
Renouant avec la puissance de l'Ancien Empire de prospères expéditions commerciales sont organisées et les liens avec les petits royaumes du Levant sont renforcés notamment avec la ville de Byblos.

### Les conquêtes du Nouvel Empire

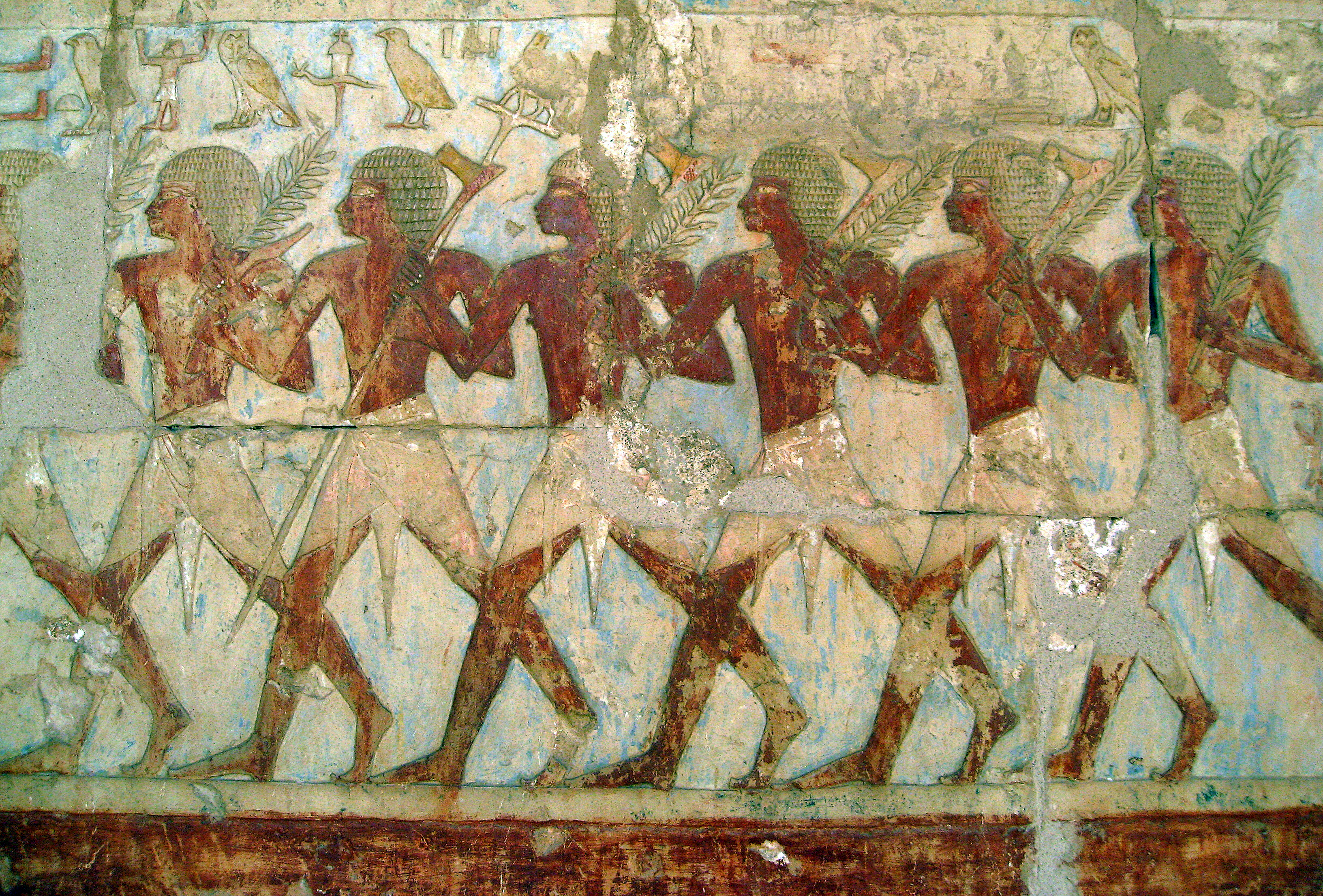
Soldats de l'armée d'Hatchepsout, XVIIIe dynastie - Deir el-Bahari

Avec l'expulsion des Hyksôs, Ahmôsis inaugure une nouvelle phase d'expansion de l'empire égyptien. Cette fois pharaon ne se contente pas de protéger ses frontières, il pousse ses troupes le plus loin possible, annexant toutes les régions traversées depuis le Soudan jusqu'à l'Euphrate.
Partout il y laisse des garnisons et est capable de mobiliser une puissante armée constituée de militaires aguerris et dotés des meilleures armes et de technologie militaire développée. La puissance militaire égyptienne fait le succès des XVIIIe et XIXe dynasties.
Elle affronte les puissants empires de Koush réduisant à néant Kerma, du Mitanni limitant leur expansion au Moyen-Orient et du Hatti, l'ennemi devenu héréditaire de règne en règne et avec lequel il faudra composer puis s'allier afin de contrer d'autres menaces.
L'armée gagne peu à peu ses titres de noblesse au point qu'elle donnera naissance à deux dynasties de rois : les XIXe et XXe dynasties. 
Les souverains de cette période renouent avec l'énergique politique du Moyen Empire, en la rendant plus offensive grâce à l'assimilation de nouvelles technologies issues de l'âge du bronze, telles que la métallurgie qui atteint des sommets pour l'époque. La cavalerie et la charrerie se développent, les tactiques se perfectionnent. Les troupes égyptiennes sont capables d'assiéger de puissantes cités protégées par leurs murailles s'initiant à la poliorcétique.
Cette armée est organisée en bataillons bien distincts placés sous la protection des dieux de l'empire et qui sont dirigés par des généraux aux ordres du roi qu'il consulte lors de véritables conseils de guerre. De célèbres récits de batailles et de sièges sont gravés dans les tombes des officiers de l'armée du roi comme celles qu'Ahmès fils d'Abana et Pahéry son fils aménagèrent dans la falaise occidentale d'El-Kab. La bataille de Megiddo, le siège de Jaffa, la bataille et la prise de la citadelle de Qadech sont des hauts faits d'armes dont se vantent les textes officiels du règne.
Dès la XVIIIe dynastie, les premiers Thoutmôsis fondent dans le delta une base avancée à l'emplacement de l'ancienne Avaris. C'est de cette base que partiront les dix-sept campagnes militaires de Thoutmôsis III afin d'asseoir définitivement l'autorité de pharaon sur le couloir syro-palestinien et l'ensemble des cités-États de la Phénicie.

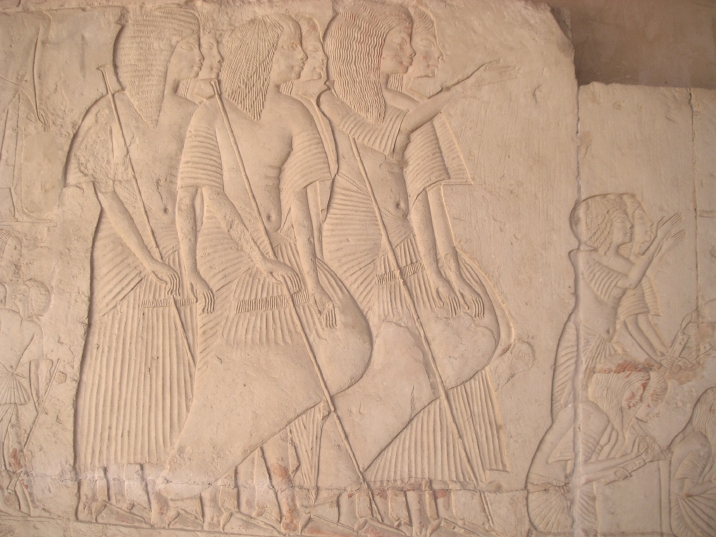
Officiers de l'armée égyptienne en tenue d'apparat - Tombe d'Horemheb de Saqqarah

Cette localisation stratégique amène par la suite Ramsès II à y fonder une nouvelle capitale pour gérer son empire : Pi-Ramsès.
La flotte égyptienne contrôle alors toute la côté syro-palestinienne de la Méditerranée et garantit ainsi les échanges commerciaux entre le Liban et la Syrie avec le delta du Nil, porte d'entrée de l'Afrique.
De nombreux arsenaux sont bâtis afin de permettre la fabrication, la réparation et la mise en eau de navires rapides qui servent également en haute mer pour joindre les lointaines contrées telles que la Crète, l'île de Chypre en mer Méditerranée ou l'Érythrée ou la Somalie par la mer Rouge.
La capitale elle-même disposait d'un port qui permettait facilement le déplacement des troupes ou leur ravitaillement en cas de conflit ou bien de menaces venant du Moyen-Orient ou de Libye.
La découverte récente de chaînes de fortins aménagés le long des côtes qui bordent la vaste embouchure du Nil confirme par l'archéologie ce que les sources égyptiennes décrivaient sur les grands tableaux sculptés et légendés des principaux temples du pays.
Cette maîtrise de la terre et de la mer offre une grande période de stabilité à toute la région dont les échanges commerciaux sont florissants et alimentent les caisses du Trésor.

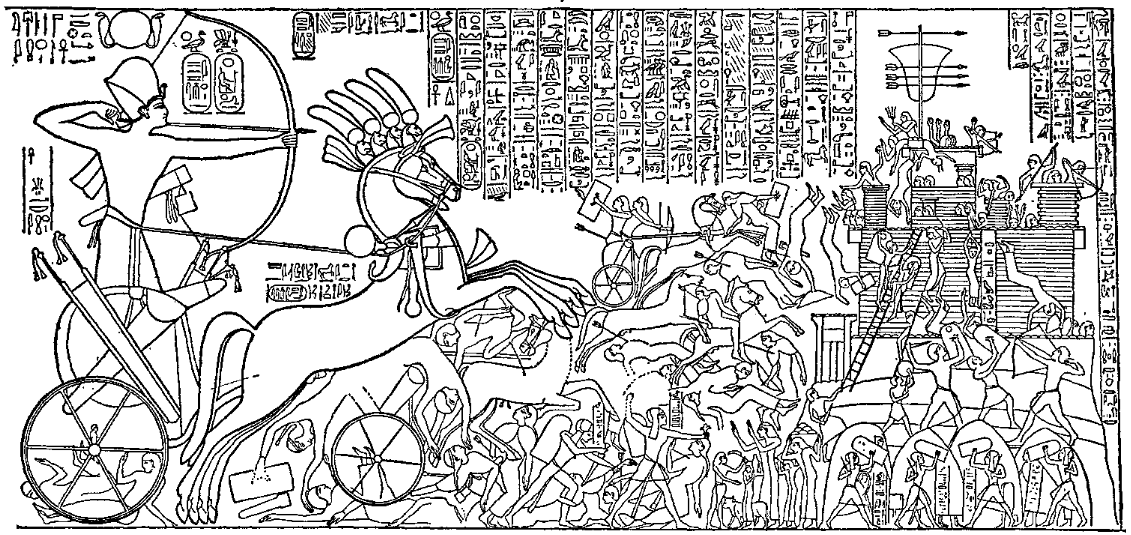
Ramsès II et son armée assiégeant la citadelle de Dapour,

L’armée de Ramsès II est certainement la plus puissante et la mieux organisée de toute l'histoire de l'Égypte, bénéficiant d'une organisation sans précédent. C'est cette puissance militaire et économique qui permet aux souverains de la fin du Nouvel Empire de résister à deux invasions successives qui menacent ses frontières occidentales et orientales.
La première a lieu sous le règne de Mérenptah. En l'an 5, alors que le roi est à Memphis, une armée libyenne franchit les frontières à l'ouest et ravage le delta et le Fayoum. Les troupes égyptiennes sont mobilisées et affrontent l'ennemi lors d'une grande bataille dont elles sortent victorieuses.
La menace est écartée pour un temps. La victoire est célébrée dans tout le pays et pour l'occasion des stèles et des colonnes commémoratives sont érigées dans les principaux sanctuaires d'Égypte.
La seconde plus massive a lieu sous le règne de Ramsès III quelques décennies plus tard. Cette invasion rassemble alors une coalition hétéroclite de peuples dont certains viennent du nord de la Méditerranée et toujours les irréductibles Libyens. 
Elle se produit en plusieurs vagues. Chacune sera stoppée nette par les troupes de Pharaon au cours de violentes batailles qui ont eu lieu à l'ouest de Memphis et dans le delta du Nil. Ces exploits guerriers terrestres et maritimes sont représentés sur les parois du temple funéraire du roi, le temple des millions d'années de Ramsès III de Médinet Habou.

### Les fortifications de la Basse Époque

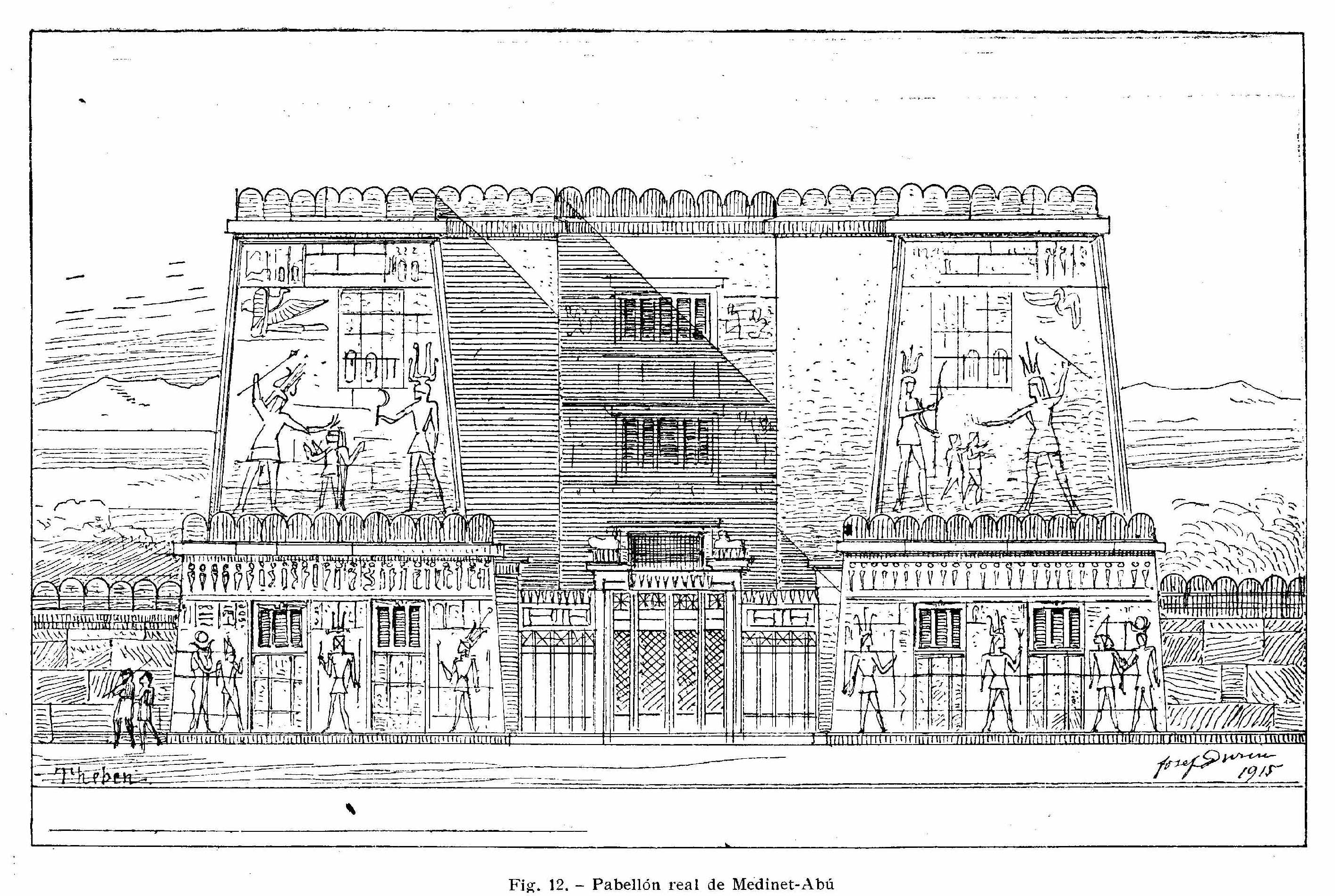
Entrée fortifiée de l'enceinte de Médinet Habou à l'ouest de Thèbes

La Troisième Période intermédiaire clôt définitivement l'empire des Ramsès même si les pharaons des XXIe et XXIIe dynasties en réclament l'héritage. L'armée est alors composée de plus en plus de régiments de mercenaires et de troupes constituées de ces nombreux prisonniers de guerre installés à demeure à la suite des victoires sur les Peuples de la mer et les Libyens coalisés.
Ces derniers font souche et « s'égyptiannisent », adoptant les coutumes du pays et sa religion. Ils finissent par former de véritables tribus qui contrôlent de vastes terres obtenues sur le domaine royal. Ces grandes familles gravissent les échelons de l'armée égyptienne pour finir par la contrôler complètement.
En parallèle, les prêtres d'Amon à Thèbes contrôlent avec leurs temples toute la Haute-Égypte ainsi que les débouchés sur les mines de l'est et un semblant d'autorité sur la région nubienne et son or. Les grands prêtres d'Amon forment alors une nouvelle théocratie, légitimée par le dieu Amon de Karnak qui désigne par voie oraculaire son nouveau représentant sur terre. il n'en faut pas davantage pour que ces prêtres s'arrogent les insignes du pouvoir et se fassent représenter comme l'égal de Pharaon. Hérihor le premier d'entre eux est issu de la caste des militaires. Devenu vizir, il est envoyé par le dernier des Ramsès afin de rétablir l'autorité du roi sur la thébaïde en proie à une guerre civile entre les partisans du grand prêtre d'Amon Amenhotep et le vice-roi de Koush, Panéhésy. Une fois la paix revenue, Hérihor est alors désigné comme grand prêtre du dieu de Thèbes, puis nominalement en tout cas fils royal de Koush, évinçant probablement son dernier rival, Panéhésy. Cumulant toutes les charges et fonctions du gouvernement de la région, contrôlant l'armée, il fonde alors une dynastie parallèle à celle qui hérite du trône en Basse-Égypte.
Les menaces des empires voisins obligèrent les pharaons de la Basse époque à fortifier tout le pays. Les villes et les temples s'abritèrent derrière de puissantes murailles qui représentaient autant d’obstacles à franchir pour toute tentative d'invasion.
Ces cités fortifiées protègent également les frontières apparues entre les différentes parties du pays qui finissent par s'affronter au cours du temps pour le trône d'Horus. À l'image de la Première Période intermédiaire, la dissolution du pouvoir central dans différentes chefferies, cette fois-ci militaires, conduisent les XXIIe et XXIIIe dynasties au morcellement du royaume, l'affaiblissant dangereusement devant la montée en puissance de l'Assyrie qui occupe déjà les anciennes possessions égyptiennes et les protectorats que l'armée n'a plus alors les moyens de défendre.
Thèbes se replie sur elle-même, s'abritant derrière les puissantes enceintes de ses nombreux temples et parvient à conserver le contrôle de la région jusqu'à Assouan mais perd tout contrôle de la Nubie et du Soudan qui recouvre son indépendance après plus de trois siècles de domination égyptienne.
Héracléopolis Magna en Moyenne-Égypte forme une autre monarchie contrôlant le Fayoum et édifiant à Teudjoï une puissante forteresse qui protège sa frontière méridionale.
Le delta du Nil vole en éclats tandis que Memphis tombe successivement sous l'influence des roitelets qui se partagent un pouvoir souvent plus nominatif que réel.
Encore une fois la réaction viendra du sud, mais non d'une autre ville consacrée à Amon : Napata. Une puissante monarchie s'y était développée, se réclamant de l'héritage légitime du dieu impérial Amon. Les souverains de Napata sont des guerriers et leur intervention en Égypte leur donnera le trône d'Horus, fondant ainsi par les armes la XXVe dynastie.
Ces périodes troubles laissèrent de profondes traces dans le pays, notamment en Basse-Égypte. Les cités principales sont assiégées et certaines sont ravagées. Memphis elle-même est prise par la flotte et l'infanterie du roi nubien bien qu'ayant offert une certaine résistance si l'on en croit les stèles de la victoire de Piânkhy puis de Tanoutamon.
À l'est, le danger Assyrien est de plus en plus pressant et à la suite de plusieurs tentatives les troupes de l’empereur Assarhaddon prennent la ville stratégique d'Ascalon aux portes du delta. Taharqa dépêche une armée qui les repousse une première fois. 

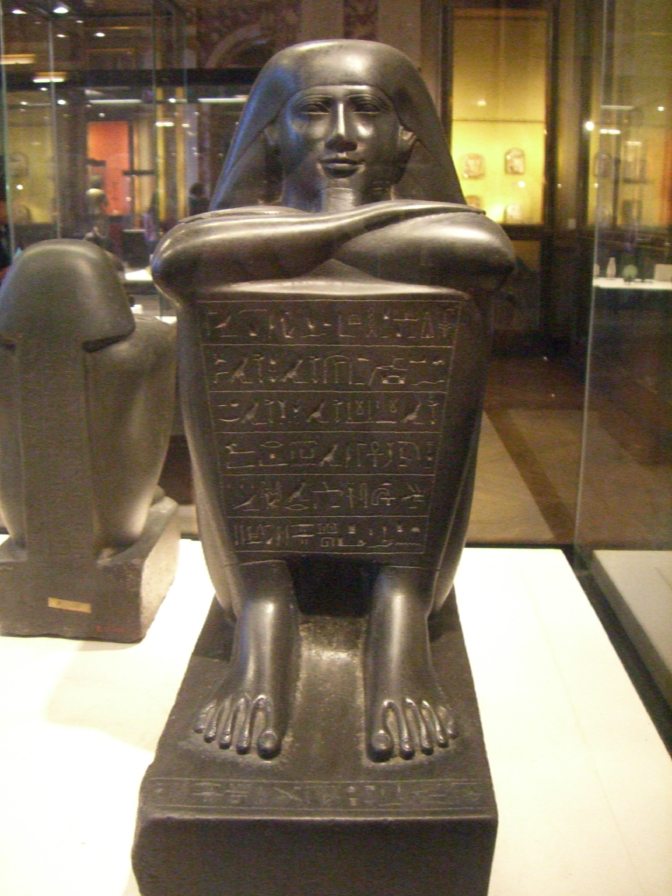
Pa-di-Chahdedet, général des armées sous le règne de Psammétique Ier, - Musée du Louvre

Cette victoire apporte presque trois ans de répit à la XXVe dynastie. En 672 av. J.-C. Assarhaddon lance à nouveau toute son armée contre l'Égypte. Nettement plus fort militairement, il s’empare du delta. Puis il met le siège devant Memphis dans laquelle s’étaient réfugiés les derniers partisans de Pharaon. Il la prend et la pille obligeant Taharqa à se réfugier dans le sud d'où il garde apparemment le contrôle sur la Haute-Égypte.
Les Assyriens ayant besoin d'appuis locaux pour garder le pouvoir sur leur nouveau territoire, favorisent les « roitelets » du Nord, au premier rang desquels se trouvent les princes Saïtes. La mort d'Assarhaddon et la crise de succession qui s'ensuit à Ninive, offrent alors une occasion inespérée à Taharqa de reprendre l'avantage. Ses troupes remontent le Nil et basées à Teudjoï organisent des expéditions contre les principales garnisons assyriennes restées en Égypte, soutenues par les princes et roitelets qui se révoltent ouvertement contre la domination d'Assur.
Assurbanipal monte alors sur le trône et tourne à nouveau la puissance militaire assyrienne contre Pharaon. Cette fois non seulement le delta du Nil et Memphis sont reconquis mais toute la vallée du Nil est envahie jusqu'à Assouan. Les Nubiens sont expulsés et pourchassés et Thèbes est saccagée. Ses sanctuaires sont pillés et ses trésors emportés comme prise de guerre par les troupes assyriennes qui ravagent les Deux Terres.
Cette période néfaste a laissé dans la mémoire collective de profondes cicatrices au point que l'événement est cité dans la Bible.
Les Égyptiens marqués par cette défaite opteront alors dès qu'ils recouvreront leur indépendance pour une nouvelle stratégie de défense. Le delta du Nil au rapport d'Hérodote avait été puissamment protégé à l'époque où il visite le pays au IVe siècle. Cette politique selon l'auteur antique est entamée immédiatement après la prise du pouvoir par Psammétique Ier.
C'est cette protection efficace et de nouvelles alliances passées avec les cités grecques émergentes qui permettent aux dernières dynasties indigènes de résister aux ambitions perses qui prennent la suite de l'Assyrie et de Babylone qui sont toutes deux tombées sous leur domination au passage.